# Ciechanowskie Zeszyty Literackie
Ciechanowskie Zeszyty Literackie – periodyk literacki ukazujący się raz w roku od 1999 roku w Ciechanowie.
Do 2009 roku rocznik ten był wydawany przez Związek Literatów Polskich Oddział w Ciechanowie, a później przez Związek Literatów na Mazowszu. Zeszyty sponsorowane były na początku przez Prezydenta Miasta Ciechanów oraz Urząd Marszałkowski Woj. Mazowieckiego w Warszawie, a obecnie wspierane głównie przez Starostwo Ciechanowskie.
Każdy numer Ciechanowskich Zeszytów Literackich ma swój tytuł i temat wiodący, ISBN i ISSN. Najczęściej główna część pisma poświęcona jest twórczości konkretnego pisarza, przeważnie związanego z północnym Mazowszem. Periodyk na początku był niepozorny, liczył 120, obecnie – nieraz przekracza 300 stron. Do tej pory pismo było poświęcone A. Mickiewiczowi, C.K. Norwidowi, Z. Krasińskiemu, W. Gombrowiczowi, K.I. Gałczyńskiemu, M.K. Sarbiewskiemu, H. Sienkiewiczowi, S. Żeromskiemu, A. Świętochowskiemu, przyjaźni J. Słowackiego z Z. Krasińskim, M. Konopnickiej, M. Skłodowskiej-Curie i wielu innym postaciom.
Dotychczas ukazały się 23 numery Ciechanowskich Zeszytów Literackich. Oto ich tytuły: Pierwszy lot (1999), Z przełomu tysiącleci (2000), Piętno Norwida (2001), Powiew Romantyzmu (2002), W zaczarowanej dorożce (2003), Niosąc pamięć (2004), Chrześcijański Horacy z Mazowsza (2005), Tropami Henryka Sienkiewicza (2006), Żeromski na salonach (2007), Z Posłem Prawdy (2008), Przyjaźń dwóch wieszczów (2009), Nie rzucim ziemi… (2010), Córka mazowieckich równin (2011), Romantyczność (2012), Powstanie Styczniowe w literaturze (2013), Bolesław Biegas – artysta i literat (2014), Zuzanna Morawska – pisarka i pedagog (2015), Stanisław Chełchowski – ziemianin, badacz, publicysta (2016), Bruno Dionizy hr. Kiciński – poeta, dziennikarz, wydawca (2017), Bronisława Włodkówna (1882-1950), pisarka odrodzonej Polski (2018), Wiktor Teofil Gomulicki (1848-1919), jeden z najważniejszych twórców pozytywizmu (2019), Stefan Gołębiowski (1900-1991), poeta, tłumacz Horacego (2020), Teodor Leonard Młynarski (1906-1978) – pedagog, poeta, redaktor „5 Rzek” (2021). Od początku redaktorem naczelnym pisma jest dr Teresa Kaczorowska.